# الغنيميين
الغنيميين هي قرية في إقليم برشيد منذ 2004 ضمن جهة الشاوية ورديغة بالغرب المغربي. كان مجموع عدد سكان الجماعة القروية الغنيميين 16.191 نسمة.(تعداد السكان الرسمي 2004)